# Hitomi (satellite)
Pour les articles homonymes, voir Hitomi.
Hitomi (en japonais ひとみ, littéralement « Pupille » ; également appelé ASTRO-H avant son lancement, ou encore NeXT pour New X-ray Telescope) est un télescope spatial à rayons X développé par l'agence spatiale japonaise JAXA et lancé le 17 février 2016 par une fusée H-IIA. Le télescope circule sur une orbite terrestre basse à une altitude de 575 km. La charge utile est constituée par plusieurs télescopes Wolter associés à des imageurs et un spectromètre permettant des observations de rayons X mous (0,3-12 keV) et durs (5-80 keV) ainsi que deux détecteurs de rayons gamma mous (10-600 keV). Une série d'anomalies durant la phase de déploiement fin mars 2016 entraine la perte de contrôle d'Hitomi qui est déclaré perdu par l'agence spatiale japonaise.

## Contexte
ASTRO-H est un télescope spatial rayons X développé par le département scientifique (anciennement ISAS) de l'Agence spatiale japonaise JAXA) avec des partenaires internationaux. Il s'agit du sixième télescope spatial rayons X réalisé par le Japon.
ASTRO-H doit permettre de poursuivre les recherches menées avec le télescope ASCA en explorant le rayonnement X dur au-dessus des 10 keV. La  NASA participe au projet en fournissant un spectromètre pour rayonnement X mou à haute résolution (SXS). L'agence spatiale néerlandaise (SRON) est chargée de construire la roue à filtres et la source utilisée pour l'étalonnage des instruments. L'Agence spatiale canadienne et l'européenne participent également au développement. Plus de 70 instituts de recherche faisant partie de 8 pays différents (Japon, États-Unis, Canada, Pays-Bas, Royaume-Uni, France, Suisse, Irlande)  participent à la conception du télescope.

## Objectifs
Les objectifs de la mission d'ASTRO-H, dont la durée prévue est de 3 ans, sont les suivants :
- Préciser la structure à grande échelle de l'univers et son évolution
  - Le télescope observera les amas de galaxies qui constituent les plus grandes structures de l'univers avec comme objectif de mettre en évidence les interactions entre l'énergie thermique de l'espace au sein de l'amas, l'énergie cinétique des sous-amas, mesurer l'énergie non thermique et reconstituer l'évolution dynamique des amas
  - ASTRO-H doit observer avec une sensibilité 100 fois supérieure à celle de Suzaku les trous noirs supermassifs éloignés cachés par la matière et étudier leur évolution et leur rôle dans la formation des galaxies.
- Comprendre les conditions extrêmes dans l'univers
  - Le télescope doit mesurer les déplacements de la matière très proche des trous noirs afin de détecter la distorsion gravitationnelle de l'espace et de comprendre la structure relativiste de l'espace-temps.
- Étudier les différents phénomènes de l'univers non thermique
  - ASTRO-H déterminera les conditions physiques des sites où les particules à haute énergie (rayons cosmiques) acquièrent leur énergie et élucidera les processus par lesquels la gravité, les collisions et les explosions d'étoiles transmettent leur énergie aux rayons cosmiques.
- Enquêter sur la matière noire et l'énergie sombre
  - Le télescope doit cartographier la matière noire présente dans les amas de galaxies et déterminer la masse totale des amas de galaxies plus ou moins éloignés et plus ou moins anciens. Il doit étudier le rôle de la matière noire et l'énergie sombre sur l'évolution de ces systèmes.

### Déroulement prévu des opérations en vol
Les scientifiques du monde entier peuvent demander un temps d'observation. Les propositions sont examinées et sélectionnées par un comité scientifique.
Le déroulement des observations comprend quatre phases :
- Phase 0 (3 mois) : Déploiement et étalonnage
- Phase 1 (6 mois) : Vérification des performances - Observations par le groupe de travail ASTROèH
- Phase 2 (12 mois) : Temps disponibles pour les observations des invités (75 %) Vérification des performances (25 %)
- Phase 3 : Observations invités (90 %) Vérification des performances (10 %)

## Caractéristiques techniques
ASTRO-H est un télescope spatial  de 14 mètres de long pour une masse de 2,7 tonnes. Il est constitué d'une part d'un banc optique fixe long de 5,6 mètres et d'autre part d'un banc optique déployable long de 6,4 mètres qui supporte l'imageur HXI pour les rayons X durs. L'ensemble permet de disposer d'une longueur focale de 12 mètres nécessaire pour les performances des deux optiques HXT dédiées aux rayons durs qui se situent à l'autre bout du satellite par rapport à l'imageur HXI. Le choix d'un banc optique déployable découle de la taille limitée disponible sous la coiffe du lanceur. Une aile unique perpendiculaire à l'axe du télescope supporte les panneaux solaires qui fournissent environ 3 500 watts. Les échanges de données avec les stations terrestres se font en bande X avec un débit de 8 mégabits/s. Le satellite dispose d'une capacité de stockage des données de 12 gigabits.

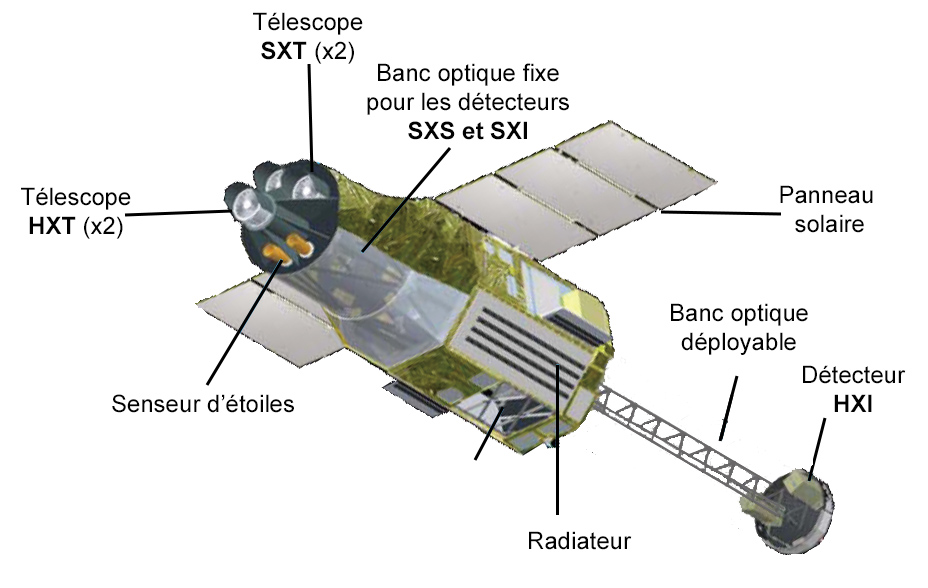

## Charge utile

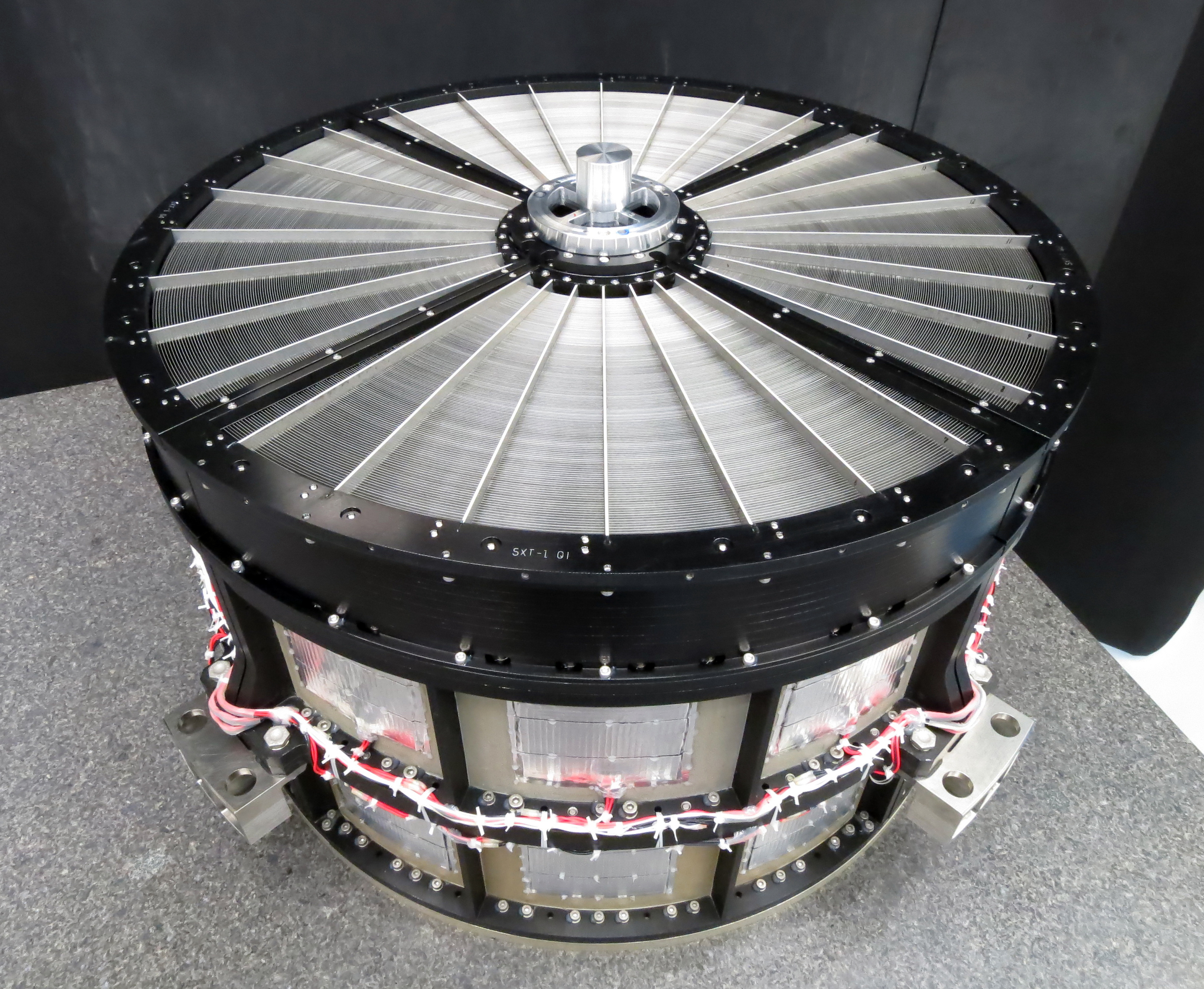
Yb des deux miroirs Wolter de type I du télescope à rayons W mous SXT. IL est constitué de 1624 segments en aluminium formant 203 coques concentriques.

La charge utile d'ASTRO-H comprend deux télescopes pour rayons X durs HXT (acronyme de l'anglais Hard X-ray Telescope), qui focalisent ceux-ci vers l'imageur de rayons X durs (Hard X-ray Imager, HXI), et deux télescopes pour rayons X mous SXT (Soft X-ray Telescope), dont l'un dirige les rayons vers le spectromètre (SXS) à micro calorimètre avec une résolution spectrale remarquable de 7 eV et l'autre fait converger les rayons vers un imageur (SXI) à base de CCD. Pour disposer d'une large couverture du spectre électromagnétique, ASTRO-H est également équipé de deux détecteurs de rayons gamma mous SGD (Soft Gamma-ray Detector) qui permettront d'étudier les rayons gamma mous jusqu'à 600 kiloélectron-volts sans les focaliser.

### Partie optique

#### Télescope pour rayons X mous (SXT-S, SXT-I)
ASTRO-H dispose de deux télescopes pour rayons X mous (0,3-12 keV) identiques SXT (Soft X-ray Telescopes) dont la conception est proche des télescopes XRT embarqués sur Suzaku. Il s'agit dans les deux cas d'un télescope Wolter de type I de 5,6 mètres de longueur focale composés de 203 coques en aluminium recouvertes d'une couche réfléchissante d'or. Chaque miroir est de forme conique et son épaisseur dépend de sa position dans l'optique : elle va en croissant en allant vers l'extérieur (152, 229 et 305 μm). Le diamètre externe de chaque télescope est de 45 centimètres. La superficie effective (réfection de 100 %) est de 560 centimètres carrés à 0,5 kiloélectron-volt et 425 centimètres carrés à 6 kiloélectron-volts. La résolution spatiale (HPD) est de 1,3 minute d'arc. Le télescope SXT-S concentre les rayons X vers le spectromètre SXS (Soft X-ray Spectrometer) tandis que SXT-I dirige les rayons vers l'imageur SXI (Soft X-ray Imager).

#### Télescope pour rayons X durs (HXT)
ASTRO-H dispose de deux télescopes pour rayons X durs (5–80 keV) HXT (Hard X-ray Telescope) identiques dont la structure est proche de celle des télescopes pour rayons X mous SXT embarqués sur le même engin spatial. Il s'agit dans les deux cas de télescopes Wolter de type I de 12 mètres de longueur focale composés de 213 coques en aluminium. Pour pouvoir réfléchir les rayons X durs, le support est recouvert de couches alternées de matériau réfléchissant dont l'épaisseur est soigneusement calculée pour que, en application de la loi de Bragg, les rayons X les plus durs puissent être réfléchis par les couches inférieures. Les miroirs ont un support de forme conique dont l'épaisseur est de 200 μm. Le diamètre externe de chaque télescope est de 45 cm. La superficie effective (réflexion de 100 %) est, pour les deux miroirs, de 800 cm2 à 8 keV, 300 cm2 à 30 keV et 10 cm2 à 50 keV. La résolution spatiale est de 1,7 minute d'arc. Chacun des deux télescopes concentre les rayons X vers un imageur HXI (Hard X-ray Imager).

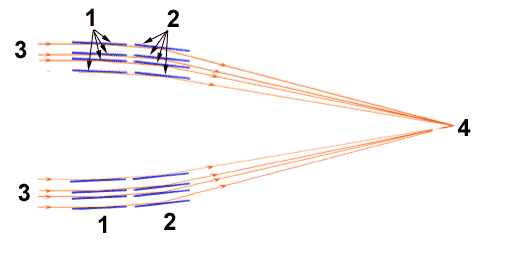
Schéma d'un télescope Wolter de type I :
1 : miroirs paraboliques
2 : miroirs hyperboliques
3 : rayons X incidents
4 : Point focal

### Instruments scientifiques

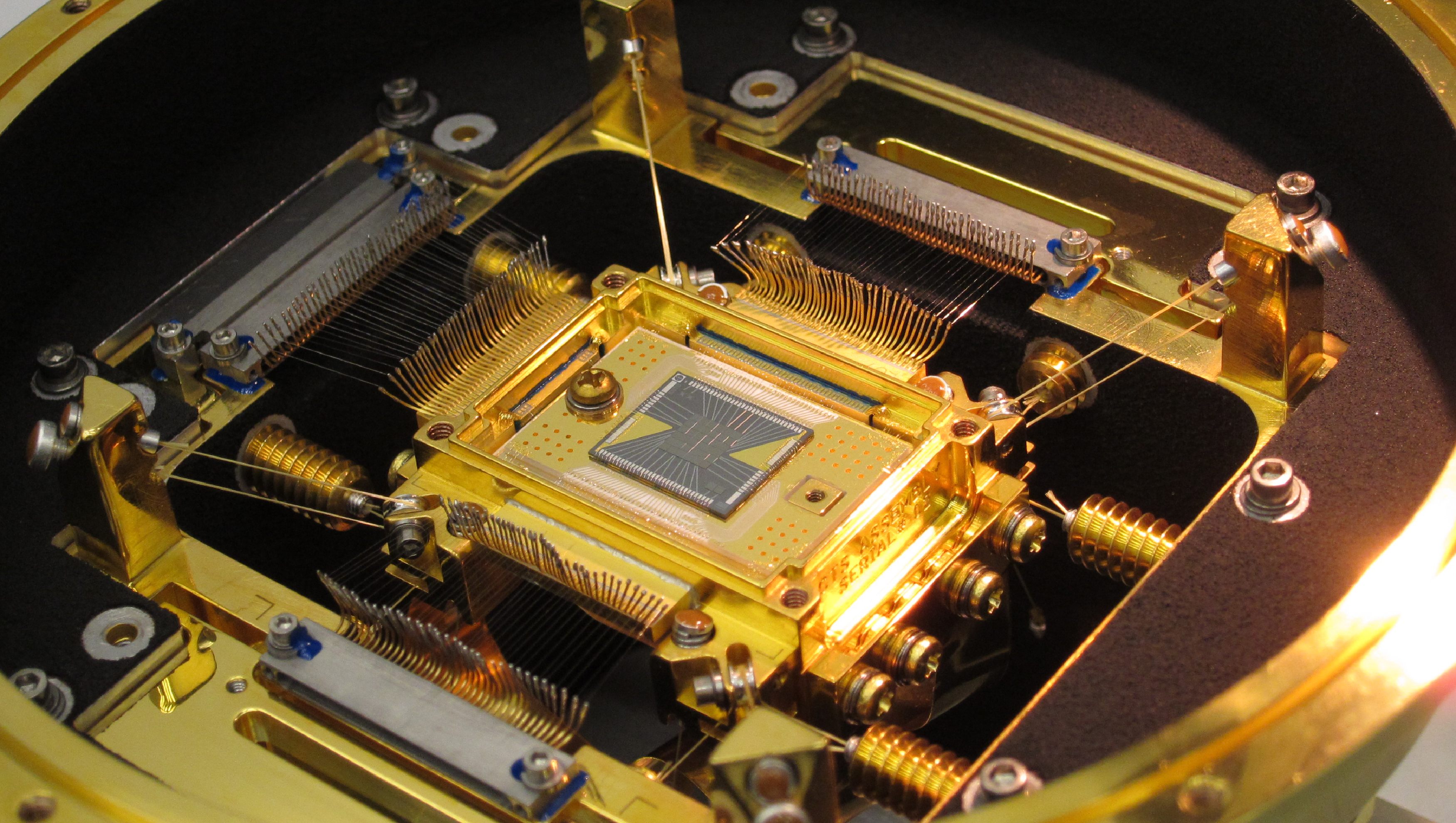
Microcalorimètre du spectromètre SXS.

#### Imageur de rayons X durs (HXI)
L'imageur de rayons X durs (Hard X-ray Imager, HXI) utilise des détecteurs à structure hybride (silicium double face et tellurure de cadmium pour pouvoir collecter les photons ayant une énergie allant jusqu'à 80 keV avec un rendement quantique élevé. Les résolutions spatiales de 250 μm et énergétique de 1-2 keV (FWHM) sont atteintes avec un bruit de fond peu élevé.

#### Spectromètre pour rayons X mous (SXS)
Le spectromètre pour rayons X mous (Soft X-ray Spectrometer, SXS) utilise un détecteur composé de réseau de 6x6 microcalorimètres refroidis à une température de 0,05 K et couvrant un champ optique de 3 x 3 minutes d'arc. La résolution spectrale attendue est au moins de 7 eV (FWHM) et pourrait atteindre 4 eV. La surface effective du détecteur est de 225 cm2 pour les rayons de 7 keV. L'instrument développé par la JAXA et la NASA est une évolution de l'instrument XRS installé à bord du télescope spatial Suzaku qui n'a pu être utilisé à la suite de l'évaporation de l'hélium liquide destiné à le maintenir à sa température de fonctionnement. Le détecteur permet d'enregistrer 150 photons par seconde. Si la source est brillante (nombreux photons), un filtre peut être placé devant le détecteur. La quantité d'hélium embarqué garantit une durée de fonctionnement comprise entre 4,6 et 6,9 ans.

Détail du spectromètre pour rayons X mous SXS
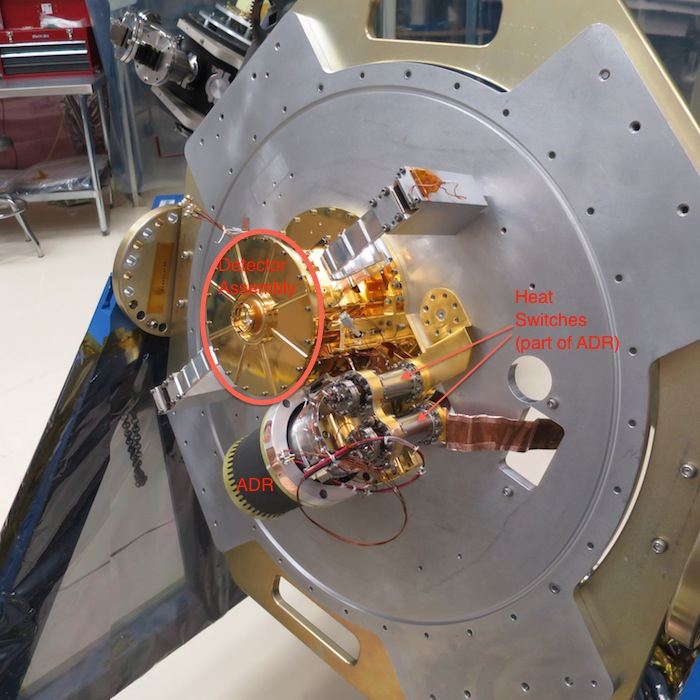
Détecteur et troisième étage du réfrigérateur
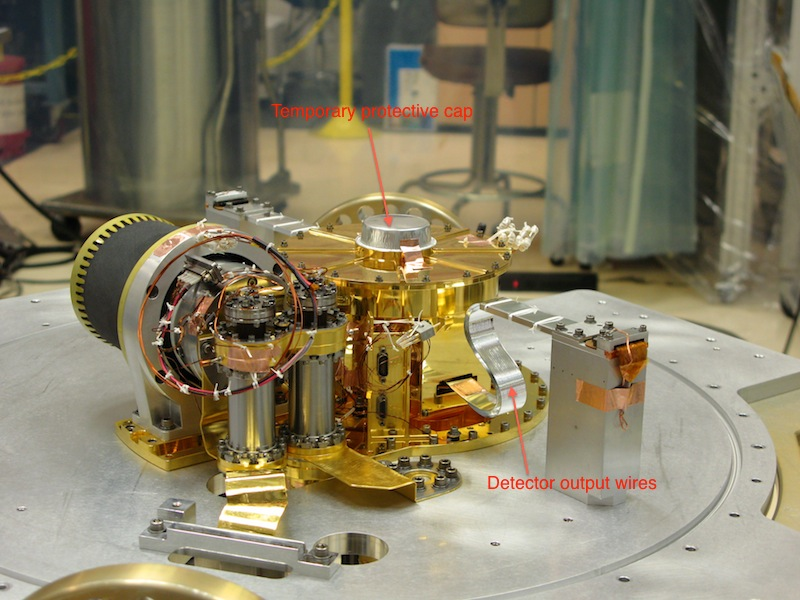
Détecteur et troisième étage du réfrigérateur sous un autre angle
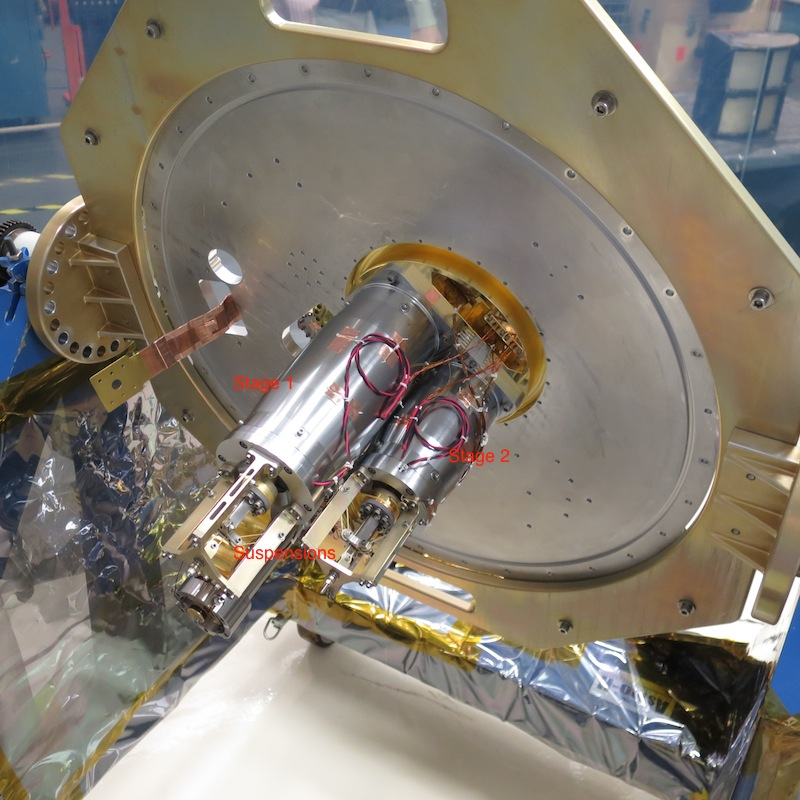
1er et 2e étage du réfrigérateur

#### Imageur de rayons X mous (SXI)
L'imageur de rayons X mous (Soft X-ray Imager, SXI) utilise un CCD à canal p d'une conception nouvelle d'une surface de 30,72 mm2. Il est éclairé par la face arrière ce qui lui permet d'être sensible aux rayons à faible énergie et résistant aux micro-météorites. Le détecteur utilise 4 puces. Un système de refroidissement mécanique abaisse la température à −120 °C.

#### Détecteur rayons gamma mous (SGD)
Les deux détecteurs de rayons gamma mous SGD (Soft Gamma-ray Detector) sont des instruments de nouvelle génération capables de mesurer le rayonnement gamma mou (de 40 à 600 kiloélectronvolts avec un niveau de bruit de fond dix fois inférieur aux instruments existants[Lesquels ?]. Pour réduire l'impact du bruit de fond, il utilise une caméra Compton avec un bouclier actif. La résolution spectrale atteinte est inférieure à 2 kiloélectronvolts. Dans la bande allant de 50 à 200 kiloélectronvolts, l'instrument peut mesurer la polarisation de sources telles que les disques d'accrétion des trous noirs, les binaires comprenant une étoile à neutrons et le cœur des galaxies actives.
| Instrument                                  | SXS                             | SXI                 | HXI                                                         | SGD (photo-abs.)                          | SGD (Compton)                             |
| ------------------------------------------- | ------------------------------- | ------------------- | ----------------------------------------------------------- | ----------------------------------------- | ----------------------------------------- |
| Spectre                                     | 0,3-12 keV                      | 0,4-12 keV          | 5-80 keV                                                    | 10-600 keV                                | 40-600 keV                                |
| Superficie effective (cm2)                  | 50/225 à 0,5-6 keV              | 214-360 à 0,5-6 keV | 300 à 30 keV                                                | 150 à 30 keV                              | 20 à 100 keV                              |
| Champ optique (minutes d'arc au carré)      | 3,05 × 3,05                     | 38 × 38             | 9 × 9                                                       | 33 × 33 (< 150 keV) 600 × 600 (> 150 keV) | 33 × 33 (< 150 keV) 600 × 600 (> 150 keV) |
| Résolution angulaire en HPD (minutes d'arc) | 1,3                             | 1,3                 | 1,7                                                         | -                                         | -                                         |
| Résolution spectrale en FWHM (eV)           | 5                               | 150 à 6 keV         | < 2 000 à 60 keV                                            | 2 000 à 40 keV                            | 4 000 à 40 keV                            |
| Résolution temporelle (secondes)            | 8 × 10−5 s                      | 4 s                 | n × 10−5 s                                                  | n × 10−5 s                                | n × 10−5 s                                |
| Bruit de fond instrumental (/s/keV/FoV)     | 2 × 10−3/0,7 × 10−3 à 0,5-6 keV | 0,1/0,1 à 0,5-6 keV | 6 × 10−3/2 × 10−4 à 10-50 keV 2 × 10−3/4 × 10−5 à 10-50 keV | -                                         | 10−4 / 10−5 à 100-600 keV                 |
| 1. 2.                                       |                                 |                     |                                                             |                                           |                                           |

## Déroulement du projet et de la mission
La première étude du projet NeXT (New exploration X-ray Telescope) remonte à 2006. En novembre 2007 l'agence japonaise ISAS lance un appel d'offres pour la fabrication du télescope et la société NEC est sélectionnée. Le lancement est à l'époque planifié pour 2013. ASTRO-H est lancé le 17 février 2016 par une fusée japonaise H-IIA (vol F30) tirée depuis la base de Tanegashima  et placé sur une orbite terrestre basse circulaire de 550 km avec une inclinaison d'environ 31° qu'il parcourt en 96 minutes.

### Perte du satellite (27 mars 2016)
Au cours des deux semaines suivantes, Hitomi effectue des opérations particulièrement critiques comprenant le déploiement du banc optique (déplacement de celui-ci de 6,3 mètres grâce à l'extension d'une structure en treillis), l'activation des systèmes informatiques et le début des opérations de refroidissement des détecteurs. Un incident touchant le contrôle d'attitude se produit le 25 mars. La situation se dégrade rapidement et le 27 mars les contrôleurs au sol ne parviennent plus à établir le contact avec le satellite. Cinq débris sont identifiés à proximité du satellite et les données télémétriques indiquent un changement d'orbite (564,6 x 580,5 km ⇒  559,6 x 581,1) qui implique soit une explosion interne (par exemple libération de la réserve d'hélium liquide) soit une collision avec un débris spatial. Les observations optiques permettent d'établir que le satellite tournoie sur lui-même et n'est plus stabilisé 3 axes. L'agence spatiale japonaise tente en vain de reprendre le contrôle du satellite avec l'assistance d'autres agences spatiales. Mais le 28 avril l'agence spatiale met un terme à sa tentative de sauvetage et officialise la perte du satellite et la fin de la mission.

#### Origine de l'incident
Malgré l'absence de données télémétriques durant la phase finale ayant conduit à la perte du satellite, les éléments rassemblés fin mai 2016 indiquent que l'issue fatale de l'incident est liée au choix délibéré des responsables de la mission de suspendre plusieurs systèmes de secours, à une prise de risque opérationnel inconsidérée et à l'absence de protocole associé à une modification majeure du logiciel pilotant le système propulsif pour les manœuvres de contrôle d'attitude.
L'incident débute à la suite d'une anomalie de fonctionnement de la centrale à inertie qui se produit le 25 mars vers 18 h UTC : celle-ci identifie de manière erronée un faible mouvement de rotation du télescope spatial (21,7°/heure) autour de son axe Z (roulis). Ce type de mesure erronée peut se produire mais les viseurs d'étoiles fournissent normalement des informations qui permettent de la détecter. C'est ce qui se produit sur le moment mais une heure plus tard, le viseur d'étoiles ne parvient plus à identifier suffisamment d'étoiles pour parvenir à fournir une position valide (un problème de sensibilité paramétrable qu'il était prévu de corriger plus tard)  et les données erronées de la centrale à inertie sont désormais considérées comme la référence. Le viseur d'étoiles de secours aurait pu détecter l'anomalie mais il n'était pas programmé pour être activé à chaud afin de limiter les perturbations sur la marche des opérations. Lorsque le viseur d'étoiles principal parvient à acquérir de nouveau une position, l'écart entre celle-ci et la position estimée par la centrale à inertie est devenue relativement important. Dans ce cas (écart de plus de 1°) le système est conçu pour donner la priorité aux données fournies par la centrale à inertie. Les concepteurs du système souhaitaient éviter de perturber le  contrôle d'attitude et étaient partis du principe que les erreurs de la centrale à inertie se situeraient en dessous de ce seuil. Les anomalies de ce type (rejets continus des données du viseur d'étoiles) étaient censées être traitées par l'équipe d'opérateurs au sol, mais ceux-ci, faute d'instructions formalisées, n'interviennent pas au cours des 3 survols qui ont lieu successivement à 20 h 49, 22 h 31 et 0 h 52. En mode survie l'engin spatial utilise les capteurs solaires  afin d'orienter les panneaux solaires de manière optimale par rapport à la direction du Soleil et maintenir la charge des batteries. Mais ces capteurs avaient été désactivés dans ce mode à cause d'un champ de vue trop étroit (20° au lieu des 30° nécessaires pour jouer ce rôle dans la configuration de l'engin spatial),.
Le système de contrôle d'attitude de Hitomi utilise alors les roues de réaction du satellite pour tenter d'annuler le pseudo mouvement de rotation générant un mouvement de rotation inverse. La centrale à inertie continuant à fournir une indication erronée de rotation, les roues de réaction font progressivement augmenter la vitesse de rotation de Hitomi. Les roues de réaction approchant la limite de saturation (la vitesse de rotation du volant d'inertie a atteint sa valeur maximale) et les magnéto-coupleurs entrent en action pour les désaturer mais leur action n'est pas efficace du fait de l'absence de maitrise de l'orientation réelle du satellite (le couple généré par le magnéto coupleur dépend de son orientation).
Le 26 mars vers 1 h du matin UTC, les roues de réaction ne pouvant plus agir, l'engin spatial déclenche ses moteurs-fusées pour corriger l'orientation de l'engin spatial. Mais la modulation de la poussée de ces moteurs est contrôlée par un programme qui avait été mis à jour à la suite du déploiement du banc optique. Celui-ci avait en effet induit un déplacement du centre de masse et une modification du moment d'inertie. Or les paramètres de ce logiciel avaient été mal rentrés par l'opérateur en absence d'un manuel de procédure. L'action des moteurs-fusées ne fait qu'accroitre les problèmes,.
Le mouvement de rotation croissant génère des forces centrifuges qui entrainent la rupture de certaines pièces ; le 26 mars vers 1 h 37 UTC. plusieurs morceaux se détachent d'Hitomi. L'hypothèse courante est que parmi ces pièces figurent le banc optique et les extrémités des panneaux solaires,. L'engin spatial n'émet plus depuis le 28 mars sans doute à la suite de l'épuisement de ses batteries. le 28 avril l'agence spatiale japonaise renonce officiellement aux tentatives de sauvetage de Hitomi.

## Résultats
Avant sa perte, Hitomi a eu le temps d'effectuer des observations du plasma du centre de l'amas de Persée dans le domaine des rayons X.

## Remplaçant: le télescope spatial à rayons X mous XRISM
À la suite de la destruction d'Hitomi, l'agence spatiale japonaise a décidé en juillet 2017 de développer son remplaçant, X-Ray Imaging and Spectroscopy Mission (XRISM). Hitomi devait assurer la transition entre les observatoires spatiaux dédiés au rayonnement X existant Chandra  et XMM-Newton et le futur observatoire européen ATHENA dont le lancement est prévu à la fin des années 2020. Hitomi comprenait deux ensembles instrumentaux et optiques, l'un pour le rayonnement X mou et l'autre pour le rayonnement X dur. XRISM se limitera à l'observation du rayonnement X mou car les responsables du projet ont considéré que le rayonnement dur était déjà pris en charge par l'observatoire spatial de la NASA NuSTAR. La NASA accepte de reconduire sa participation à Hitomi en fournissant une copie du spectromètre dont le coût est compris selon l'agence spatiale américaine entre 70 et 90 millions €. L'Agence spatiale européenne, un participant mineur du projet, reconduit également sa participation.
XRISM décolle à bord d'un lanceur japonais H-IIA depuis la base de lancement de Tanegashima le 7 septembre 2023 qui emporte également le petit atterrisseur lunaire japonais SLIM. L'engin spatial est placé sur une orbite terrestre basse quasi circulaire de 550 x 500 kilomètres avec une inclinaison orbitale de 31°. Sa mission primaire doit durer 3 ans.